# Rhônegletsjer

Aanwas en verkortingen sinds 1880.
Groene lijn: totale verkorting.
Rode lijn: jaarlijkse verkorting.
De Rhônegletsjer trekt zich sinds het midden van de negentiende eeuw terug. In de periode 1912-1921 was er een constant herstel van +137 meter.
Volgens GCM-berekeningen had dit tot het jaar 1990 in totaal +450 meter moeten zijn.
Het jaar 1921 is een abrupt keermoment te noemen.

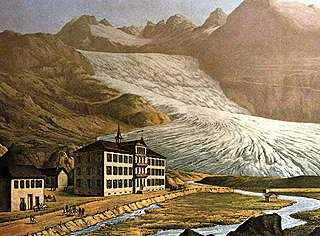
Gletsch, 1870, en de Rhônegletscher als laaglandgletsjer die in de laatste twintig eeuwen van het Holoceen (11.700 BP tot 1921 na Chr.) op de vlakte van het plateau in cirkelvorm uitwaaierde, GCM. Na terugtrekking vanaf het Weichselien en na het eerste Temperatuur Optimum van het Atlanticum, bleef de koepelvormige gletsjerlengte binnen een zekere bandbreedte op het plateau van Gletsch fluctueren tot aan het Antropoceen.

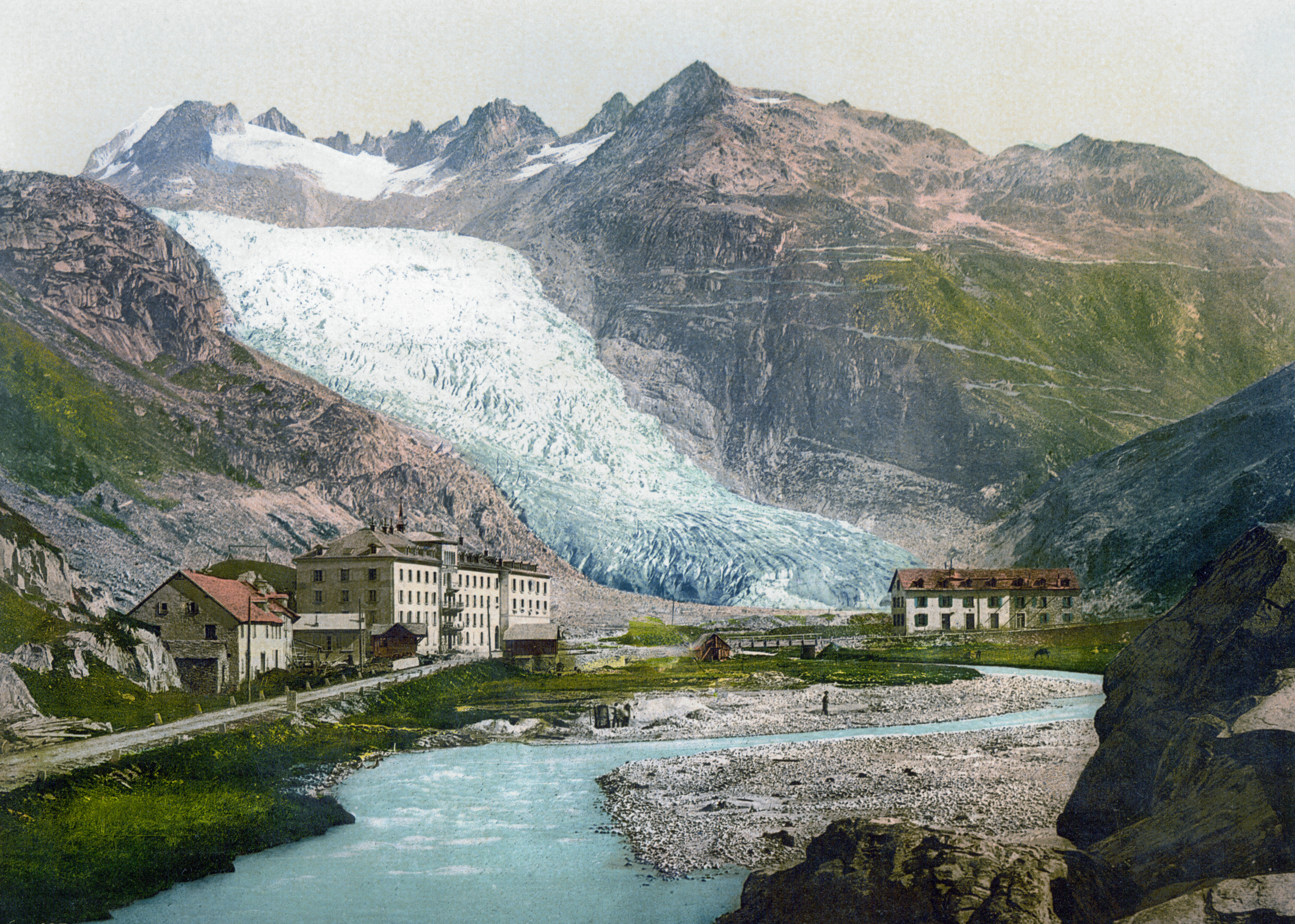
Rhônegletscher, 1900. De klimaatontwikkeling laat deze gletsjer bij uitstek zien. De laaglandgletsjer van het Holoceen die na een aanwas van +137 meter met de stuwwal uit het jaar 1921 plotsklaps het Antropoceen inluidde. Tegenwoordig een valleigletsjer

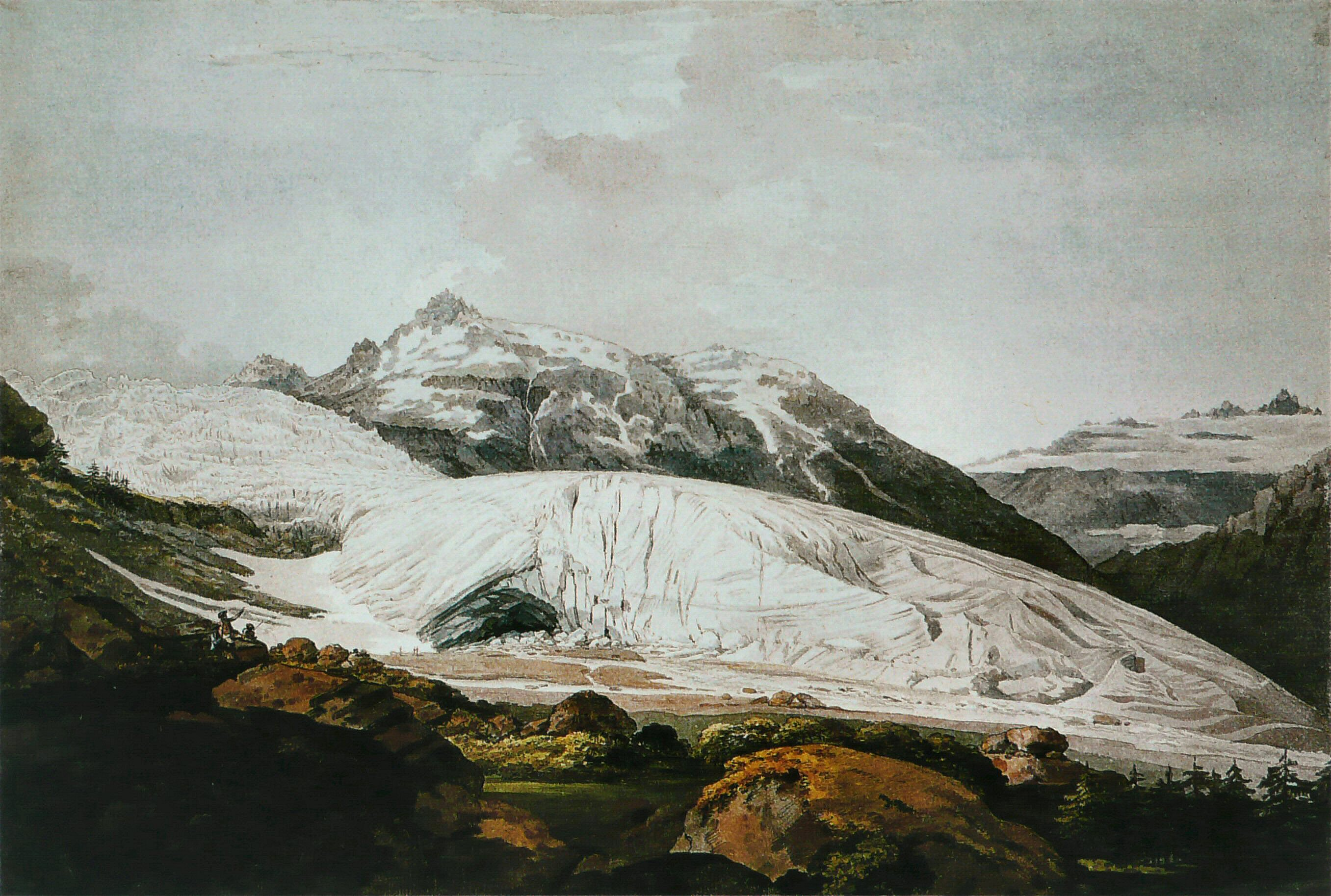
Rhônegletscher, 1770. De koepelvormige gletsjer in het midden van de Kleine IJstijd de koudste periode van het Holoceen

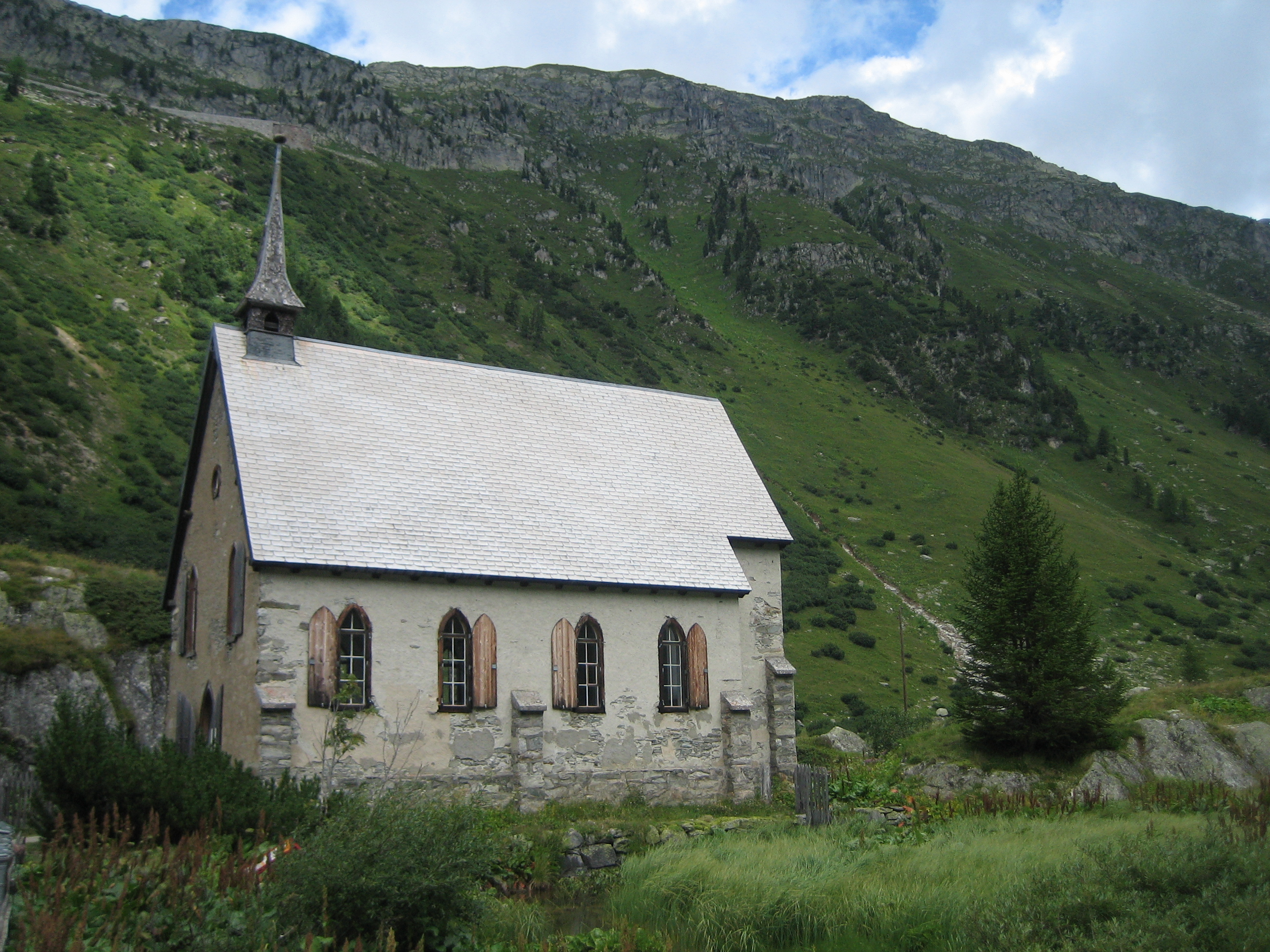
Anglicaanse kapel van de Church of England is in Gletsch gebouwd op de stuwwal die stamt uit de Kleine IJstijd en dateert uit 1818. Deze stuwwal in het gletsjervoorland van Glacier du Rhône geeft voor het Holoceen een van de maximale uitbreidingen aan.

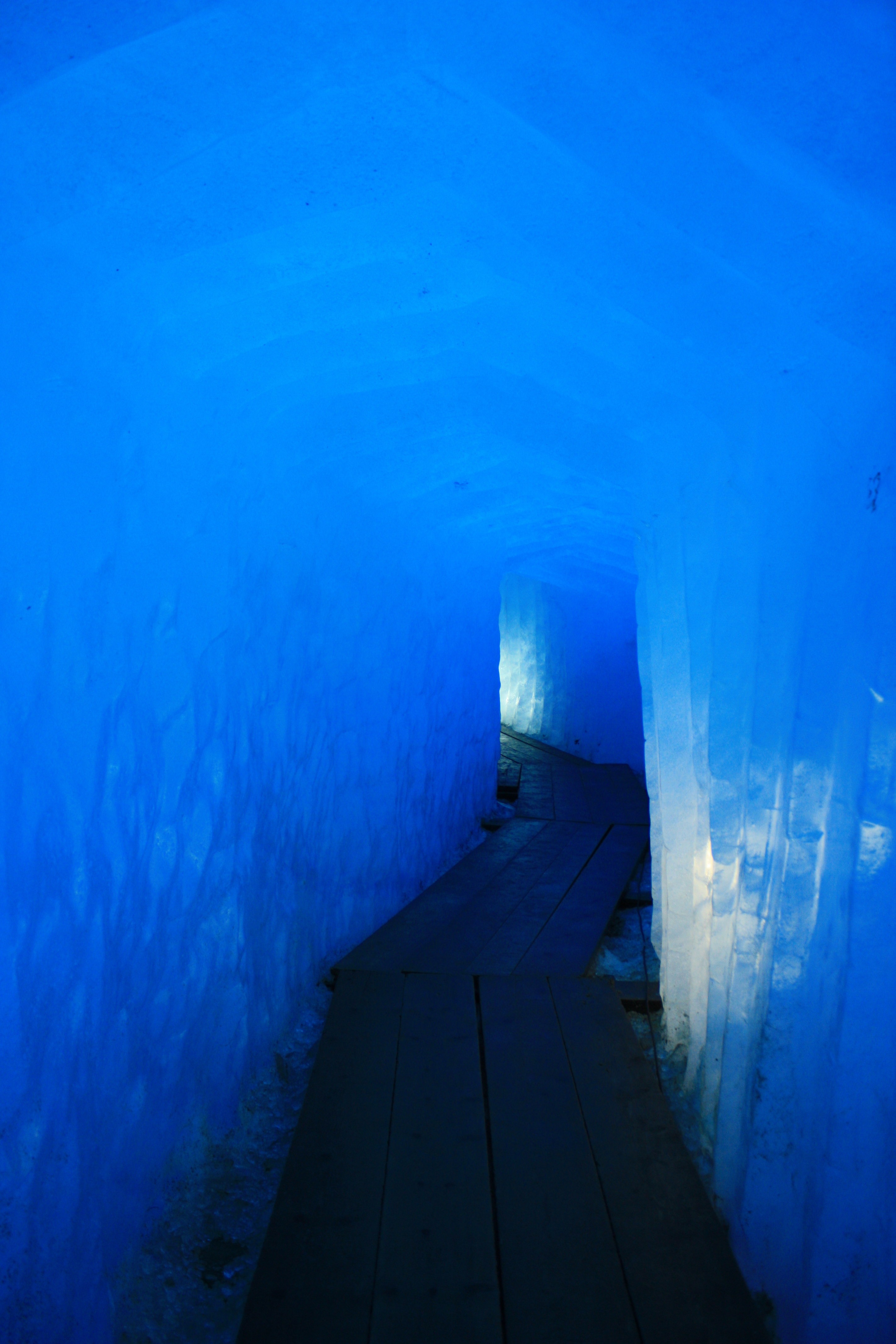
De uitgehakte doorgang in de gletsjer.

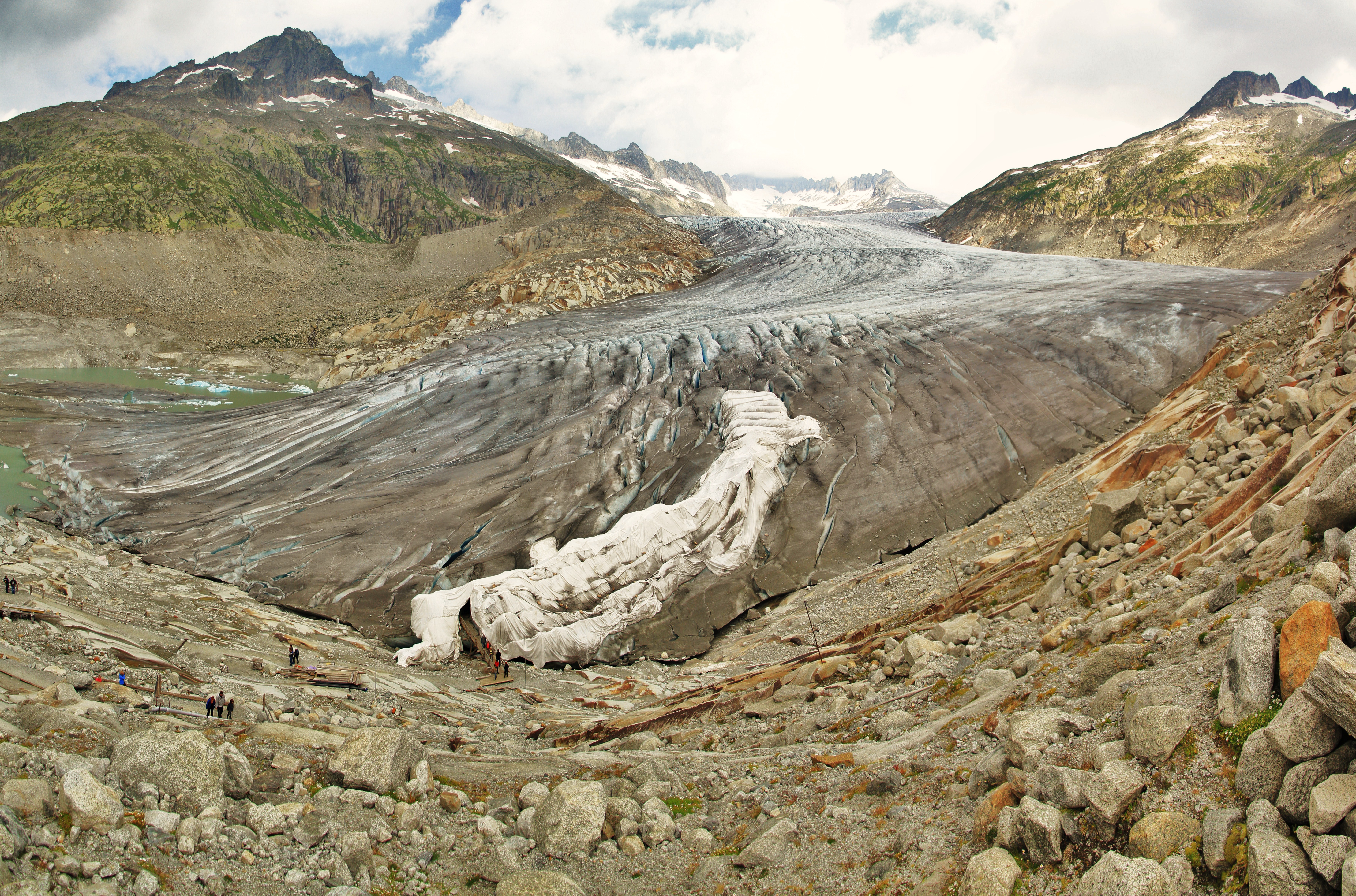
Ingang van de grot

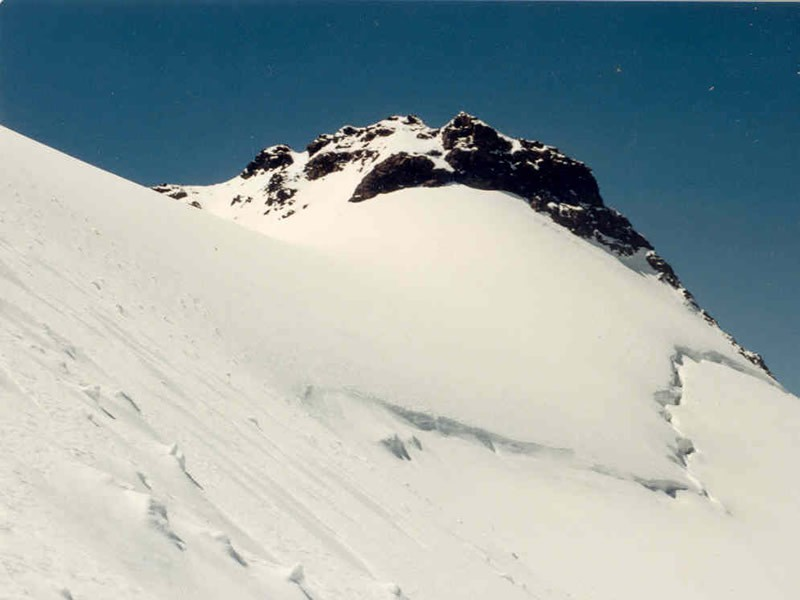
Bergschrund

De Rhônegletsjer met kwelbeekjes van koud en warm water in het brongebied van de Rhône behoort continentaal tot de Europese getemperde valleigletsjers. Tot 1984 was de Rhônegletsjer familiebezit; nu behoort hij aan het Zwitserse kanton Wallis. Elk voorjaar opnieuw wordt er in het gletsjerijs een grot uitgegraven die te bezoeken is. Dit gebeurt door de familie Carlen waarbij dit al de vierde generatie is die deze taak op zich neemt. Deskundigen van de Eidgenössische Technische Hochschule Zürich gaan ervan uit dat de gletsjer rond het jaar 2100 verdwenen zal zijn.

## Gletsch
Boven het bergdorp Gletsch tussen de Grimselpas en Furkapas ligt de Rhônegletsjer. Gletsch, dat vanwege de lange winter geen bewoners heeft, bezit een treinstation, een weerstation en het Grand Hôtel Glacier du Rhône, 1830, waarachter een warmwaterkwel te vinden is. In de zomer zijn er met regelmaat vanuit de hoger gelegen gletsjers, zoals de Unteraargletsjer en Oberaargletsjer, de koud aanvoelende katabatische gletsjerwinden merkbaar.
Gletsch ontleent zijn bestaansrecht aan de Rhônegletscher die met de hoogstandwallen bijna tot aan de voordeur van Grand Hôtel Glacier du Rhône reikte. De hoogstandswallen stammen uit het jaar 1818 en 1857.

## Subarctisch klimaat
Het weerstation van Gletsch, op een hoogte van 1.759 meter, staat tussen het kruiphout van de Boreale zone waar de gemiddelde jaartemperatuur +1,5 graden Celsius laat aantekenen. Het klimaat van de Boreale zone in het gletsjervoorland wordt ook wel een sneeuwbosklimaat genoemd en valt onder het subarctisch klimaat waarbij de gemiddelde jaartemperatuur van de koudste wintermaand meer dan -3 graden Celsius onder nul moet liggen en de gemiddelde temperatuur van de warmste zomermaand minimaal +10 graden moet zijn. Gekenmerkt door streng blijvende winters en relatief korte warme zomers.

## Glaciaalklimatologische toekomst
GCM-berekeningen uit het jaar 2001 lieten zien dat de glaciaalklimatologische ontwikkeling vanaf het jaar 1921 voor de Rhônegletsjer geheel anders had moeten verlopen dan het beeld uit het jaar 1980 deed vermoeden. Menselijke activiteit kan als een van de mogelijke factoren worden aangemerkt die ervoor gezorgd hebben dat de Rhônegletsjer in het jaar 1980 niet vrijwel hetzelfde beeld liet zien als dat uit 1870. De enorme smeltverliezen die er niet meer zijn, zijn mogelijk toe te schrijven aan (de gevolgen van) menselijke activiteit. De gletsjer en het gletsjervoorland geven dan ook een directe beleving van de ophanden zijnde klimaatverandering en hoe wetenschappelijk onderzoek daarbij mogelijk is. De twintigste eeuw had hier op het plateau uit zuiver theoretisch en wetenschappelijk veldonderzoek een verlengstuk moeten zijn van de Kleine IJstijd.

## IJsgrot
Al in 1830 bestond er een natuurlijke grot in de Rhônegletsjer. Later werd door de mensen die de gletsjer als hun eigendom beschouwden een grot in de gletsjer uitgehakt. Dit gebeurt nu al ruim 160 jaar. Sinds 1984 is er een organisatie die de belangen van de privé-personen heeft overgenomen.
De natuurlijke grot in de Rhônegletsjer verdween nog voor de eeuwwisseling, doordat de gletsjer zich terug trok. Sinds 1894 ongeveer wordt een grot bij het Hotel Belvedère met veel moeite uit het ijs gehakt.
In 1906 bezocht François-Alphonse Forel (1841-1912), een natuur- en gletsjeronderzoeker en professor aan de universiteit van Lausanne, de ijsgrot. Hij verklaarde nooit eerder zulk zuiver en prachtig diep blauw ijs te hebben gezien als op de Rhônegletsjer, zonder vervuiling van steengruis in het ijs.
De gletsjer werkt en wandelt de hele tijd waardoor de grot elk jaar opnieuw moet worden uitgehakt. Ter hoogte van de ijsgrot verschuift de gletsjer elk jaar 30 tot 40 meter, dat betekent zo'n 10 cm per dag. In het voorjaar is dan ook de ingang van de grot van het voorgaande jaar niet meer toegankelijk en moet er geheel opnieuw begonnen worden. Ook de gang kan niet hergebruikt worden. Elk jaar, zo half mei, begint een groep van arbeiders met het uithakken van de grot. De pasweg is dan nog voor verkeer afgesloten en de arbeiders verblijven enkele weken in eenzaamheid op de berg en in de gletsjer. Bij begin van de werkzaamheden ligt vaak nog zo'n 10 m sneeuw op de parkeerplaats van het Belvedère.
In het voorjaar is de toevoer van elektriciteit veelal afgesneden door de lawines die in de winter naar beneden zijn gekomen. Daarom wordt met een eigen noodstroomvoorziening van 35 kW de benodigde energie opgewekt. Na ruim een maand, zo midden juni, wanneer de pasweg na de wintersluiting weer wordt geopend is het werk aan de grot gereed. Een ijstunnel van circa 100 m en meer dan 2 m hoog en breed, is aangenaam om door te wandelen. Aan het einde van de gang bevindt zich de eigenlijke grot van 8 bij 5 bij 3 meter.
Om de gang en de grot te maken heeft men veel kennis en ervaring nodig, omdat spelonken en binnendringend water vermeden moeten worden. Ook moet de weg zo aangelegd worden dat hij de hele zomer gebruikt kan worden. Vaak moet eerst een schacht door de sneeuw gemaakt worden om bij het gletsjerijs te kunnen komen. In totaal moet er circa 350.000 kg ijs uitgehakt worden.
Tegen het einde van het seizoen, zo eind oktober, als de pasweg weer wordt gesloten in verband met de nieuwe sneeuwval, dan heeft de gletsjer zich ruim 20 m richting het dal verschoven. Aan de andere kant is er ook door de zon het nodige ijs gesmolten. Was de gang door de gletsjer aan het begin van het seizoen circa 100 m lang, aan het einde zijn het er vaak nog maar zo'n 60 tot 80 m, afhankelijk van het weer die zomer.
Door het verplaatsen van de gletsjer moet ook de ingang steeds verplaatst worden. In warme zomers iedere week en als het minder heet is, elke veertien dagen.

## Pooljaren en programma's van onderzoek
De eerste internationale poolconferentie werd in 1879 gehouden. Dit bracht het Pooljaar 1882-83 met zich mee. De expeditie naar Siberië tijdens het eerste Pooljaar had dan ook een internationaal samenwerkend programma.
De expeditie van het tweede Pooljaar 1932-33 ging naar Groenland. Nederland leverde een bijdrage in de vorm van meteorologische waarnemingsstations. Een van de expeditieleden was de Zwitserse glacioloog Paul-Louis Mercanton, de voorzitter van de gletsjercommissie van Zürich (1918-1949). Hij genoot als opvolger van Albert Heim bekendheid met het historisch onderzoekswerk aan de Rhônegletsjer en het boek Vermessungen am Rhonegletscher 1874-1915. Tijdens de expeditie vernoemde hij de op een na hoogste berg van Groenland Mont Forel (3360 m) naar François-Alphonse Forel de eerste president van de Commission Internationale des Glaciers.
Het derde Pooljaar 1957-58 naar Antarctica kreeg als bestemming het onderzoek naar de hogere luchtlagen. Men concentreerden zich op klimaatveranderingen die hadden plaatsgevonden na studies van gedragingen op de korte termijn van de belangrijkste valleigletsjers. Waren luchtbelletjes in het Antarctica ijs opgeslagen, dan duurde het jaren voordat het ijs de luchtbelletjes hermetisch had ingesloten. De luchtmonstertjes uit ijskernen vertoonden de gemiddelde waarde van een langere termijn. Waarmee begin jaren 60 de concrete basis werd gelegd voor het langetermijnonderzoek. Hierdoor is het poolonderzoek een verlengstuk geworden van het onderzoek naar de natuurlijke variabiliteit van het wereldwijde klimaat en kon het klimaat van het Holoceen worden nagegaan.
Een lid van het derde Pooljaar was Fritz Müller (1926-1980) die naam ging krijgen met het veldonderzoek aan de Rhônegletsjer (1979-82). Hij leidde als directeur van de Commission Internationale des Glaciers het internationaal onderzoeksprogramma naar de gletsjerkinematica van Nye. Dit gaf aanleiding tot talrijke internationale publicaties over onderzoekingen naar de gletsjerkinematica en gletsjerdynamica, waarna de historische Rhônegletsjer dankzij 'het oudste huishoudboekje' van Albert Heim op de belangrijkste verandering van het Holoceen kon worden nagerekend, (2001).
Tijdens het vierde Pooljaar 2007-09 stond de evaluatie van het oppompen van oudste lucht op het programma.

## Document van de Bergschrund
In het jaar 1928 heeft men in de Bergschrund van de Rhônegletsjer vier koperen hulzen verzonken. De hulzen bevatten een beschreven document. 

Tijdens de glaciale onderzoeksperiode 1890-1925 is de wetenschap actief geweest om de kinematische golf aan een gletsjeroppervlak te ontdekken zo ook bij de Rhônegletsjer. Verwacht wordt dat het waardevolle document nadere informatie verschaft.
Heden ten dage is het denkbaar dat deze aan het gletsjeroppervlak gaan dagzomen. De Bergschrund of randkloof is de hoogste kloof van de gletsjer, deze bevindt zich in het ijs tussen de sneeuw op de bergflank en het ijs van het beweegbare firnveld. De randkloof geeft het begin van de gletsjer aan.

## Historische achtergrond
Hôtel des Neuchâtelois is de naam van het eerste permanente gletsjerstation uit het jaar 1840 dat in feite op een hoogte van 2.400 meter op de middenmorene van de Unteraargletsjer een eenvoudige stenen hut was. Het gletsjerstsation ingericht voor zes man met keukentje was vanuit het bergdorpje Gletsch op een hoogte van 1759 meter goed te bereiken. De bevoorrading vond plaats vanuit het voormalige tussenstation Grimselhospiz. Het eerste permanente gletsjerstation kwam, na jaren in gebruik te zijn geweest voor veldonderzoek, op de middenmorene van de Unteraargletsjer al vroeg in verval.
Het jaar 1869 werd de Züricher gletsjercommissie opgericht. De commissieleden kozen uit het grote gletsjerareaal rondom Gletsch de Rhônegletsjer als onderzoeksobject. Voor de wetenschap een enkelvoudige elementaire gletsjer met maar een firnveld. Albert Heim had ervaring opgedaan met de Hüfigletscher zodoende richtte de commissie zich tot hem.
Het onderzoeksprogramma bevatte in vergelijking met alle voorgaande gletsjeronderzoeken met de introductie van het huishoudboekje een uitbreiding, dat men aan Albert Heim te danken had. En het zou voor de Rhônegletsjer de historische tijdsduur worden 1874-1916 en de volledigheid waarvoor decennia golden, waarmee waarnemingen betekenis kregen als onderdeel van een veel groter totaalprogramma. Al vroeg schreef Albert Heim het boekje Handbuch der Gletscherkunde 1885.
Zo is het dankzij Albert Heim dat het gletsjeronderzoek van de Rhônegletsjer een standaardtechniek is geworden. En is het dankzij het huishoudboekje dat Gletsch de langste metingen heeft. Die uitsluitend aan het firnveld en aan het gletsjeroppervlak zijn gedaan, omdat de diepere ijslagen zelden dan alleen maar plaatselijk door aangelegde tunnels toegankelijk waren.

## Afbeelding van de gletsjer
Albignagletsjer · Aletschgletsjer · Allalingletsjer · Corbassièregletsjer · Feegletsjer · Ferpèclegletsjer · Fieschergletsjer · Findelgletsjer · Gauligletsjer · Gornergletsjer · Hoge Grindelwaldgletsjer · Hüfigletsjer · Kanderfirn · Lage Grindelwaldgletsjer · Langgletsjer · Limmernfirn · Mont-Miné-Gletsjer · Morteratschgletsjer · Oberaletschgletsjer · Otemmagletsjer · Paradiesgletsjer · Plaine Morte-gletsjer · Rhônegletsjer · Saleinagletsjer · Triftgletsjer · Unteraargletsjer · Zinalgletsjer · Zmuttgletsjer